# Chiarissimo Fancelli

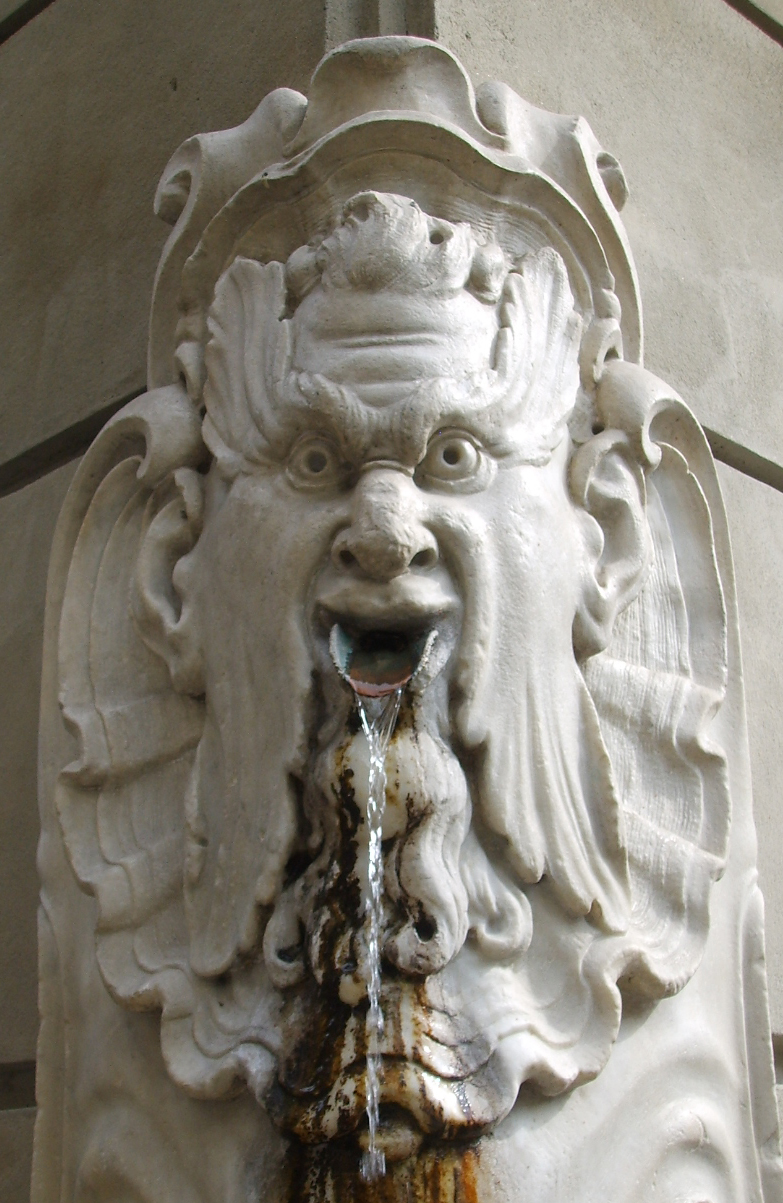
Loggia del grano, mascherone.

Chiarissimo d'Antonio Fancelli, fallecido en 1632 es un escultor Italiano del periodo renacentista. 

## Datos biográficos
Chiarissimo d'Antonio Fancelli fue un escultor y arquitecto italiano del renacimiento tardío o Manierismo y principios del Barroco, activo principalmente en la Toscana. Domenico Pieratti y Giovanni Battista Pieratti fueron sus pupilos. No está claro cómo encaja Chiarissimo en el árbol genealógico de los grandes escultores toscanos Cosme y Luca Fancelli.
Cuando Cosimo II de Medici mandó construir la Loggia del Grano en Florencia, Chiarissimo Fancelli participó con un busto de Cosimo III, y una fuente instalada en la esquina del edificio, la Fontana del Mascherone.
Falleció en 1632.

## Obras
Entre las mejores y más conocidas obras de Wikström se incluyen las siguientes:
- la Fontana del Mascherone 43°46′6″N 11°15′25″E / 43.76833, 11.25694 en la Logia del Grano de Florencia
- busto de Cosimo III de Medici  en la Logia del Grano de Florencia
- Estatua de Vulcano en el Emiciclo o Prato delle Colonne, jardines de Boboli